# Freispiegelleitung

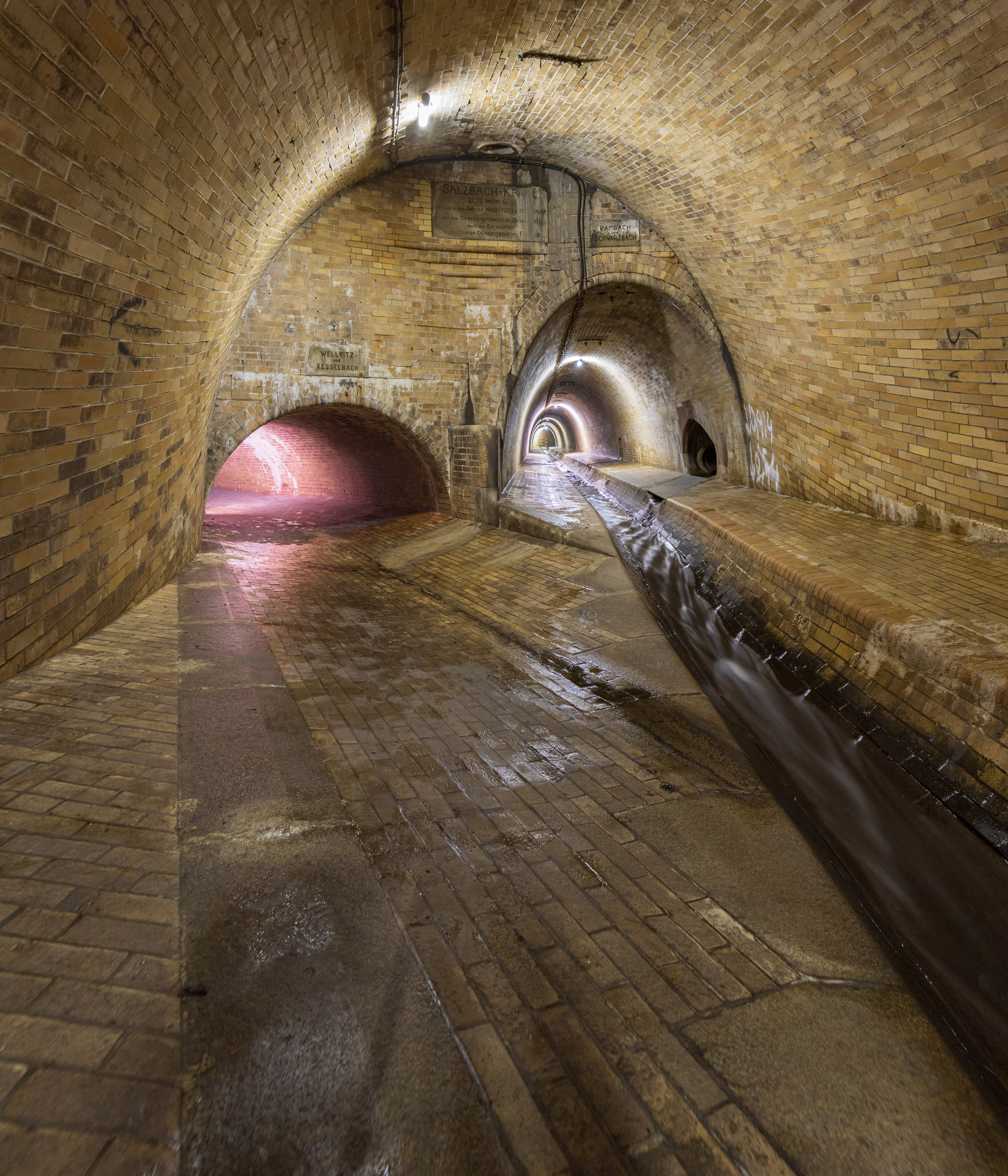
Zwei unterirdische Freispiegelleitungen in Wiesbaden, hier mündet der Wellritzbach in den Salzbach. Bei Starkregen kann der Tunnel bis zum Scheitel gefüllt sein und ist dann strenggenommen keine Freispiegelleitung mehr.

Als Freispiegelleitung (in Tunnelform auch Freispiegelstollen oder Spiegelstollen) wird eine Rohrleitung bzw. ein Abschnitt einer solchen bezeichnet, in der Wasser gemäß dem Gesetz der Schwerkraft von einem höher gelegenen Anfangspunkt zu einem tiefer gelegenen Endpunkt gelangt. Dabei wird der Leitungsquerschnitt in der Regel nicht voll durchflossen, sodass im Gegensatz zu einer Druckrohrleitung oder zu einem Druckstollen über die gesamte Länge eine Flüssigkeits-Luft-Grenzfläche bleibt, der freie Spiegel. Die Leitung wird also von der Flüssigkeit nicht vollständig ausgefüllt, sondern enthält zusätzlich ein Luftvolumen, das am oberen Ende der Freispiegelleitung beginnt und sich, abhängig von Druck und Gaslöslichkeit, mehr oder weniger weit nach unten erstreckt.
Da die Flüssigkeit in einer Freispiegelleitung allein durch die Schwerkraft angetrieben wird, bezeichnet man die Freispiegelleitung auch als Gravitationsleitung. Gravitationsleitungen transportieren in der Regel Wasser (Abwasser) unter Ausnutzung des freien Gefälles ohne zusätzliche Energie von einem Punkt A zum Punkt B.
Bei ausreichender Energiehöhe sind folgende Maßnahmen nicht erforderlich, die bei heutigen Rohrleitungen ansonsten üblich sind:
- Druckanhebung zu Beginn der Leitung (Pumpenförderung)
- Druckabsenkung im Auslaufbereich (Vakuumentwässerung).

Bekannt sind die heute noch in Teilen erhaltenen Fernwasserleitungen der Griechen und Römer aus der Antike, die als Aquädukte bezeichnet und zumindest außerhalb der Siedlungen als Freispiegelleitungen ausgeführt wurden.

## Anwendung
- Kanalisation und andere Entwässerungsanlagen
  - Zulauf Kläranlage
  - Abwasserleitungen – hier bedeutet es, dass das Abwasser ohne Pumpen im freien Gefälle zur Kläranlage gelangen kann
- Hochbehälter Wasserversorgung
- Brunnenwasserversorgung
- Wasserkraftwerke
- Qanate
- Aquädukte